# Жирберг
Жирберг (англ. fatberg, від fat — «жир» + iceberg) — застигла маса в каналізаційній системі, яка утворилась з матеріалів із тривалим терміном розкладання, таких як вологі серветки, пластик, памперси або жири. У 2010 році в Англії через збільшення використовування одноразових тканин (так званих flushable cloths) жирберги стали проблемою комунальних служб, внаслідок утворення корків в каналізаційних тунелях, побудованих ще за часів вікторіанської епохи.

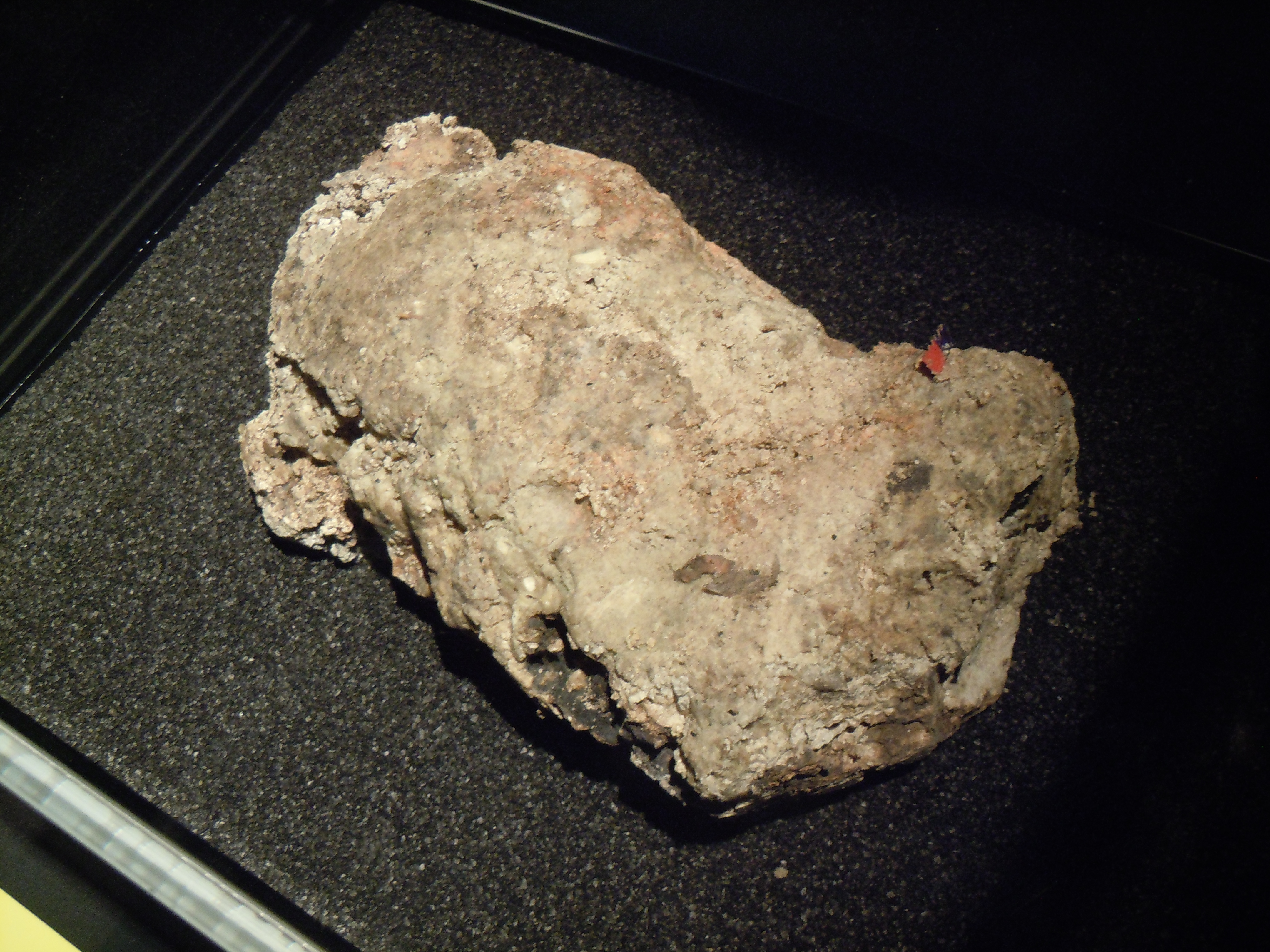
Сухий жирберг у Музеї Лондона

Жирберг формується на тих частинах трубопроводу, де виникає турбулентна течія рідини: вихри, зони застою або повільної течії. Зазвичай це стається там, де наявні шершаві поверхні труб, різкі зміни перетину трубопроводу. Коли потік рідини стикається з перешкодою, утворюється вихор, який починає захоплювати та стискати тверді фракції з рідини, які фактично і є сміттям.

## Поширеність
Жирберги трапляються майже у всіх каналізаційних системах світу, як у великих мегаполісах, так й невеликих містах. Гігантські жирберги закорковували каналізаційні тунелі в Лондоні, Нью-Йорку, Денвері, Валенсії та Мельбурні.

## Етимологія
Неологізм жирберг походить від слів жир та айсберг, на зразок утворення айсберг Виник в англійській мові серед працівників комунальних служб Лондона у 2013 році.
Англійський неологізм fatberg додано в Оксфордський онлайн словник у 2015 році.

## Цікаві факти
- 6 серпня 2013 р.: жирберг розміром з автобус та вагою 15 тонн, що складався з жиру та вологих серветок, був виявлений у водостоках під Лондонською дорогою в Кінгстон-на-Темзі в Лондоні[7].
- 1 вересня 2014 р.: стійку масу з жирів, вологих серветок, харчових продуктів, тенісних м'ячів та дерев'яних дощок розміром з літак Boeing 747 виявили в 80 метровій секції каналізаційного каналу в Шепердс Буш, Лондон[8].
- В грудні 2018 р. в Сідмуті (графство Девоншир) каналізаційники виявили жирберг, що мав 64 м у довжину. Робітникам знадобилося 8 тижнів, щоб видалити його[9]. Це був найбільший жирберг, знайдений у Сполученому Королівстві поза межами великих міст[10], і найбільший за всю історію компанії South West Water[11].